# Timbiriche Rock Show
Timbiriche Rock Show (después llamado «Timbiriche Corro, Vuelo, Me Acelero») es el disco número seis de la agrupación Timbiriche y su primer disco como grupo juvenil, la cual marca que dejaron de ser unos niños y empiezan un nuevo nivel, la adolescencia, el público como ellos crecieron juntos.

## Timbiriche Rock Show
Es el sexto álbum de estudio de la banda mexicana Timbiriche integrada por Benny Ibarra, Sasha Sokol, Mariana Garza, Alix Bauer, Paulina Rubio, Diego Schoening y Erik Rubín. este es el último disco con los integrantes originales, puesto que Benny abandonaría la banda algunos meses después de haber salido el disco a la venta. Por su parte, Sasha la abandono a finales de 1986.
El lanzamiento del álbum fue el 1 de julio de 1985 y en ese entonces los integrantes tenían: Benny Ibarra 15 años, Sasha 15 años, Mariana Garza 15 años, Alix Bauer 14 años, Diego Schoening 16 años, Erik Rubín 14 años, Paulina Rubio 14 años y en septiembre de ese mismo año se une Eduardo Capetillo con 15 años. Son 8 cantantes 
Después del éxito que tuvieron con el anterior LP, el productor decide preparar su siguiente material discográfico que contaría con 11 canciones y una presentación, el disco salió a la venta en julio de 1985, y fue muy bien aceptado por el público, sin embargo, aumento sus ventas cuando ese diciembre grabaron un especial que repeterian en 1986, presentando varios sencillos, en los que se destacan Mi Globo Azul y Juntos.
Ese mismo año presentaron su primer sencillo Teléfono, que a comparación de su anterior video, se mostraban más jóvenes, más orientados hacia el público adolescente, sin embargo, la canción tuvo un éxito moderado, el próximo sencillo sería Juntos, la cual tendría un mejor recibimiento.
Dos meses después del lanzamiento del álbum, Benny anuncia su salida de la banda, el productor encontró inmediatamente un sustituto, este fue Eduardo Capetillo, que debutó en el video del clásico Soy un desastre (el tercer sencillo), pero hizo unas presentaciones antes para darse a conocer interpretando la canción México. Después del gran éxito que tuvo el sencillo Soy un desastre, que se convertiría en una de las canciones más recordadas de Timbiriche, presentaron otro sencillo, titulado "Vivirás", y después, el más grande hit del álbum: Corro vuelo me acelero, la cual fue tan exitosa que se posicionaría, al igual que "Soy un Desastre", en el #1 de la radio durante varias semanas; los siguientes sencillos serían "Ven, Ven, ven", "Me Plantó", "Concierto de Rock" y "Mi Globo Azul". 
Sasha confirmó su salida del grupo en una presentación del show Estrellas de los 80´s, a finales de 1986 y poco después sería Thalía quien ocuparía su lugar dentro del grupo.
El disco es considerado el primer álbum de música juvenil de Timbiriche. Además los coros y las voces de apoyo fueron realizadas por el Grupo "Pandora", con ello el disco aseguraba una mejor interpretación y acoplo melódico. Obtuvo certificación de disco Oro en la República Mexicana por más de 100 mil copias vendidas.

## Lista de canciones

### En formato LP
| Lado A |                                                                    |                                                    |          |  |
| N.º    | Título                                                             | Escritor(es)                                       | Duración |  |
| 1.     | «Presentación» ( Víctor Manuel Luján (Mastershow))                 | Marco Flores                                       | 0:30     |  |
| 2.     | «Concierto de rock» (Todos)                                        | Marco Flores                                       | 2:55     |  |
| 3.     | «Mi globo azul» ((99 Red balloons) Sasha, Alix, Mariana y Paulina) | J.V. Sahrenkrog, Peatesen, C. Karges, Marco Flores | 3:29     |  |
| 4.     | «No me canso de rockear» (Benny)                                   | C. Chakuico, M. Thomas, Marco Flores               | 3:04     |  |
| 5.     | «Me plantó» (Alix y Paulina)                                       | Marco Flores                                       | 2:36     |  |
| 6.     | «Vivirás» (Todos)                                                  | Marco Flores                                       | 2:48     |  |
| 7.     | «Corro, vuelo, me acelero» (Mariana, Alix, Paulina y Sasha)        | Amparo Rubín                                       | 3:45     |  |

| Lado B |                                                                         |                                         |          |  |
| N.º    | Título                                                                  | Escritor(es)                            | Duración |  |
| 1.     | «Soy un desastre» (Diego)                                               | Lara Y Monarrez                         | 2:45     |  |
| 2.     | «Teléfono» ((Long distance love affair) Paulina, Sasha, Alix y Mariana) | G. Mathienson, T. Veitch, J.C. Calderón | 3:33     |  |
| 3.     | «Dime» (Erick, Paulina, Benny, Sasha, Diego y Mariana)                  | José Luis Perales                       | 3:19     |  |
| 4.     | «Ven, ven, ven» (Mariana y Sasha)                                       | Waohams, González & Diez                | 3:42     |  |
| 5.     | «Juntos» (Todos)                                                        | Marco Flores                            | 3:38     |  |

## Lista de canciones

### Version 1986
| Lado A |                                                                     |                                                    |          |  |
| N.º    | Título                                                              | Escritor(es)                                       | Duración |  |
| 1.     | «Presentación» ( Víctor Manuel Luján (Mastershow))                  | Marco Flores                                       | 0:30     |  |
| 2.     | «Concierto de rock» (Todos)                                         | Marco Flores                                       | 2:55     |  |
| 3.     | «Mi globo azul» ((99 Red balloons) Thalia, Alix, Mariana y Paulina) | J.V. Sahrenkrog, Peatesen, C. Karges, Marco Flores | 3:29     |  |
| 4.     | «Esa Niña» (Erik)                                                   | Marco Flores                                       | 3:38     |  |
| 5.     | «Me plantó» (Alix y Paulina)                                        | Marco Flores                                       | 2:36     |  |
| 6.     | «Vivirás» (Todos)                                                   | Marco Flores                                       | 2:48     |  |
| 7.     | «Corro, vuelo, me acelero» (Mariana, Alix, Paulina y Thalia)        | Amparo Rubín                                       | 3:45     |  |

| Lado B |                                                                          |                                         |          |  |
| N.º    | Título                                                                   | Escritor(es)                            | Duración |  |
| 1.     | «Soy un desastre» (Diego)                                                | Lara Y Monarrez                         | 2:45     |  |
| 2.     | «Teléfono» ((Long distance love affair) Paulina, Thalia, Alix y Mariana) | G. Mathienson, T. Veitch, J.C. Calderón | 3:33     |  |
| 3.     | «Dime» (Erick, Paulina, Eduardo, Thalia, Diego y Mariana)                | José Luis Perales                       | 3:19     |  |
| 4.     | «Ven, ven, ven» (Mariana y Thalia)                                       | Waohams, González & Diez                | 3:42     |  |
| 5.     | «Juntos» (Todos)                                                         | Marco Flores                            | 3:38     |  |

### En formato CD
| Corro, vuelo, me acelero |                                                                         |                                                    |          |  |
| N.º                      | Título                                                                  | Escritor(es)                                       | Duración |  |
| 1.                       | «Presentación» ( Víctor Manuel Luján (Mastershow))                      | Marco Flores                                       | 0:30     |  |
| 2.                       | «Concierto de rock» (Todos)                                             | Marco Flores                                       | 2:55     |  |
| 3.                       | «Mi globo azul» ((99 Red balloons) Sasha, Alix, Mariana y Paulina)      | J.V. Sahrenkrog, Peatesen, C. Karges, Marco Flores | 3:29     |  |
| 4.                       | «No me canso de rockear» (Benny)                                        | C. Chakuico, M. Thomas, Marco Flores               | 3:04     |  |
| 5.                       | «Me plantó» (Alix y Paulina)                                            | Marco Flores                                       | 2:36     |  |
| 6.                       | «Vivirás» (Todos)                                                       | Marco Flores                                       | 2:48     |  |
| 7.                       | «Corro, vuelo, me acelero» (Mariana, Alix, Paulina y Sasha)             | Amparo Rubín                                       | 3:45     |  |
| 8.                       | «Soy un desastre» (Diego)                                               | Lara Y Monarrez                                    | 2:45     |  |
| 9.                       | «Teléfono» ((Long distance love affair) Paulina, Sasha, Alix y Mariana) | G. Mathienson, T. Veitch, J.C. Calderón            | 3:33     |  |
| 10.                      | «Dime» (Erick, Paulina, Benny, Sasha, Diego y Mariana)                  | José Luis Perales                                  | 3:19     |  |
| 11.                      | «Ven, ven, ven» (Mariana y Sasha)                                       | Waohams, González & Diez                           | 3:42     |  |
| 12.                      | «Juntos» (Todos)                                                        | Marco Flores                                       | 3:38     |  |

## Sencillos.
- Teléfono (#11 México Top 100)
- Juntos (#4 México Top 100)
- Soy Un Desastre (#1 México Top 100)
- Vivirás (#9 México Top 100)
- Corro, Vuelo, Me Acelero (#1 México Top 100)
- Ven, ven, ven (#17 México Top 100)
- Me plantó (#3 México Top 100)

## Videos
1. Teléfono
2. Juntos
3. Soy Un Desastre
4. Vivirás
5. Corro, Vuelo Me Acelero
6. Me Plantó

## Antedecentes de grabación
- Es el último disco que grabaron todos los integrantes originales. Benny sale de la agrupación en septiembre de 1985 para estudiar música en Estados Unidos (su lugar lo ocupa Eduardo Capetillo); mientras que Sasha sale del grupo por decisión de su madre, quien se preocupa por el supuesto polémico "romance" entre su hija y el productor Luis de Llano, en agosto de 1986, para enviarla a Estados Unidos a estudiar Artes en el campo del canto, baile y actuación. Tras su salida el lugar de Sasha quedó desocupado durante un mes y tras una difícil decisión, Thalía debuta en el grupo el 14 de septiembre de 1986 interpretando el sencillo "Vivirás" donde las voces  de Sasha y Benny son reemplazadas por la suya y la de Capetillo.
- Se inició una serie de especulaciones y rumores acerca de la salida de Sasha, esto tras dejar el grupo a finales de la promoción de este álbum, y  a medias de la grabación de Timbiriche 7; los rumores apuntaban un embarazo adolescente de Luis de Llano.
- No es el primer disco de Eduardo, pero participa en 6 sencillos, además graba el tema 'No seas tan cruel' y se promociona (en el video aparecen Sasha, Mariana, Paulina y Alix) pero no se incluye hasta el próximo disco de la banda.
- Es el último disco con la moda que usaron en este.
- Este álbum contiene los 2 sencillos #1 de la banda: "Soy un Desastre" (2 semanas) y "Corro, Vuelo, Me Acelero" (4 semanas)
- Benny abandona el grupo para ir a estudiar a los Estados Unidos de América en la Walnut High School for the Arts.
- El álbum contiene un tema inédito interpretado por Erik Rubin llamado "Esa Niña" que nunca fue editado para lanzamiento.
- Cuando el LP fue lanzado a la venta en CD, le cambiaron el nombre al disco por "Timbiriche Corro, Vuelo, Me Acelero", cosa curiosa ya que normalmente al cambiarle el nombre al disco, era cambiado por la 1° canción del álbum, como en el caso de "Timbiriche" que después fue llamado "Timbiriche Somos Amigos" o "La banda Timbiriche (1983)" que después fue llamado "Timbiriche Disco Ruido".
- Por este álbum en 1986 Timbiriche obtiene un lugar en el programa especial de Siempre en Domingo, "Los 15 grandes de Siempre en Domingo" por el tema Corro, Vuelo, me Acelero, junto a otros artistas como Marisela, José José y Flans.

## Integrantes
- Paulina, Diego, Mariana, Benny, Alix, Sasha, Erik.